# Chiselbury Bay
Die Chiselbury Bay ist eine unzugängliche, circa 500 Meter breite Bucht mit Kiesstrand an der Steilküste des Ärmelkanals in der Nähe von Exmouth in der Grafschaft Devon im Südwesten Englands.

## Lage
Die Chiselbury Bay befindet sich circa 18 Kilometer südlich der Stadt Exeter, vier Kilometer nordöstlich von Budleigh Salterton und etwa vier Kilometer südwestlich von Sidmouth. Die extrem steile, 25 Meter hohe Felswand, welche die Bucht säumt, erlaubt keinen Zugang vom Land aus. Der einfachste Verbindungsweg ist per Boot von der direkt nordöstlich benachbarten Ladram Bay aus. Die Landspitze, welche die Chiselbury Bay von der Ladram Bay trennt, heißt Smallstones Point.

## Jurassic Coast
Die Küste im Osten Devons sowie in Dorset gehört zu den Naturwundern der Welt. Von Orcombe Point bis zu Old Harry Rocks erstreckt sich ein 155 Kilometer langer Küstenstreifen, der als erste Landschaft in England von der UNESCO zum Weltnaturerbe erklärt wurde. Der Kiesstrand und die Sandsteinfelsen von Chiselbury Bay sind Teil dieser sogenannten Jurassic Coast.
Die Gesteinsschichten der Jurassic Coast sind leicht nach Osten verkippt. Die geologisch ältesten Gesteine befinden sich daher im westlichsten Abschnitt dieses Küstengeotops. Nach Osten hin nimmt das mittlere Alter der Gesteine sukzessive ab. Die natürlichen Aufschlüsse entlang der Küste bilden eine weitgehend kontinuierliche Abfolge, die von Ablagerungen der Trias, über die des Jura bis hin zu jenen der Kreidezeit reicht und einen erdgeschichtlichen Zeitraum von insgesamt etwa 185 Millionen Jahren repräsentiert. Der Ablagerungsraum, der die Sedimentserien der Jurassic Coast seinerzeit aufnahm, wird als Wessex Becken bezeichnet.

## Geologie
Die Chiselbury Bay befindet sich noch relativ weit im Westen der Jurassic Coast und daher finden sich dort ca. 240 Millionen Jahre alte Gesteine der mittleren Trias. Es handelt sich dabei um rote Sand- und Tonsteine, die der Otter-Sandstein-Formation (Sherwood-Sandstein-Gruppe) angehören. Sie wurden seinerzeit durch die Tätigkeit von Flüssen in einer Tiefebene unter relativ trockenen und sehr warmen klimatischen Bedingungen abgelagert. Hinsichtlich seiner Entstehung, seines Alters, seines Aussehens und seiner Zusammensetzung ist der Otter-Sandstein ein englisches Gegenstück zum Buntsandstein Mitteleuropas.
Das Kliff der Chiselbury Bay ist Teil des Typus-Profils des Otter-Sandsteins.
Unterhalb des Kliffs erstreckt sich ein Kiesstrand, dessen Gerölle vorwiegend aus Feuerstein und anderen extrem feinkörnigen Kieselgesteinen (Chert) bestehen. Dies zeigt, dass der Ursprung dieser Gerölle nicht die Budleigh-Salterton-Konglomerate sein können, aus denen der Strand ca. 5 Kilometer weiter im Südwesten besteht. Vermutlich entstammen sie pleistozänen Ablagerungen, die unmittelbar südlich der Chiselbury Bay im obersten Teil des Kliffs vorkommen.